# Метатарзалгия
Метатарзалгия — дословно боль в предплюсне (анат. лат. metatarsus плюсна + греч. algos боль).
Симптом заболеваний и самостоятельное заболевания, когда более точную причину установить не представляется возможным.
Основные причины это перегрузка головок 2-3 плюсневых костей при деформации стоп(перегрузочная метатарзалгия), неврома Мортона (периневральныйфиброз общего подошвенного межпальцевого нерва), синовиит плюснефаланговых суставов (различной этиологи), аваскулярный некроз головок 2-3 плюсневых костей и остеохондропатии (болезнь Келлера-Фрейберга, Келлер II остеохондропатия), маршевые (усталостные) переломы (переломы Дойчлендера (Deutschlander)), сесамоидит (переломы сесамовидных костей, остеохондропатии, артроз плюснесесамовидного комплекса суставов), артрит, тендиниты, истинные невромы и шваномы..
Диагностика.
Комплекс мероприятий с целю установки основного диагноза. При неясном диагнозе — метатарзалгия (по сути симптом) остается актуальным диагнозом заболевания: Международная классификация болезней 10 код M77.4 — метатарзалгия.
Лечение.
В зависимости от основного диагноза